# Carnifex
Carnifex är en australisk film från 2022, som hade svensk biopremiär den 26 januari 2024. Filmen är regisserad av Sean Lahiff, efter ett manus skrivet av Shanti Gudgeon. 

## Handling
Filmen kretsar kring Bailey som drömmer om att bli dokumentärfilmare och fånga natur- och djurlivet efter de katastrofala skogsbränderna. Hon får följa med två erfarna naturvårdare på en expedition till den australiensiska vildmarken.

## Rollista (i urval)
- Alexandra Park – Bailey
- Sisi Stringer – Grace
- Harry Greenwood – Ben
- Darren Gilshenan – Matt
- Brendan Rock – Gary